# Златоуст (древнерусский сборник)
Златоу́ст — популярный памятник древнерусской литературы XV—XVII веков, сборник уставных чтений, учительный сборник, в который входят дидактические и гомилетические сочинения, расположенные в соответствии с годовым кругом богослужения. Наиболее распространённый на Руси сборник нравоучительного содержания. Название связано, вероятно, с тем, что большинство слов, входящих в состав сборника, надписано именем Иоанна Златоуста (в отличие от «Маргарита», сборника, содержащего реальные поучения Златоуста).
Пользовался популярностью у старообрядцев, неоднократно издававших Годовой Златоуст в конце XVIII — начале XIX века.

## Текстология и состав
Златоуст представляет собой учительный сборник устойчивого состава, один из сборников уставных чтений, состоящих из дидактических и эпидейктических (торжественных) сочинений, приуроченных к определённым дням триодного цикла.
В рукописной традиции типовое определение (заглавие) сборника встречается не ранее XVI века, например: «Книга, глаголемая Златоуст, в настоящей сей книзе от мытаря и от фарисея, в пост в Великий по все дни чтение да неделе в весь год…», «Книга, глаголемая учителной Златоуст» и др.
Сохранился в большом числе (311) списков второй половины XV—XVIII веков, отличающихся количеством и выбором статей. Известно три основные разновидности Златоуста:
- Постный Златоуст, содержащий статьи, посвящённые только подготовительным к Великому посту неделям и периоду Великого поста, оканчиваясь словом Златоуста на первый день Пасхи;
- Пятидесятный Златоуст, в основе которого лежит постный Златоуст, продолженный статьями на воскресные и некоторые будние дни от Антипасхи до Недели всех святых;
- Годовой Златоуст, содержащий статьи на весь год, от Недели мытаря и фарисея до 36 недели после Недели всех святых (до конца литургического года)[3][1].

Основной состав статей каждой из разновидностей устойчив, большинство слов на великопостные и приготовительные к Великому посту дни одинаково во всех разновидностях. Однако почти в каждом списке имеются индивидуальные отклонения от общего типа — чаще всего добавление новых, и реже пропуск традиционных статей. Таким образом, существуют списки, несмотря на такие индивидуальные особенности принадлежащие к определённому виду памятника, и списки особого состава, той или иной разновидности памятника.

### Постный Златоуст
Списки Постного Златоуста являются самыми малочисленными. Традиционный его вид содержит около 65 слов: на Неделю о мытаре и фарисее, Неделю о блудном сыне, субботу и воскресение Мясопустной седмицы, среду, пятницу, субботу и воскресение Сыропустной седмицы, а затем на все дни семи недель Великого поста, причем на некоторые дни (четверг 1-й седмицы поста, вторник 2-й седмицы, понедельник и вторник 3-й седмицы, четверг и субботу 4-й седмицы, вторник 5-й седмицы, четверг 6-й, Цветной седмицы) читается по два слова.

### Пятидесятный Златоуст
Пятидесятный Златоуст в основном совпадает с Постным, однако содержит также слова на Пасху, Антипасху, на Неделю новую (вторую) после Пасхи, Неделю 3-ю, среду и воскресение 4-й седмицы, Недели 5-ю и 6-ю (иногда также на четверг 6-й седмицы), на субботу и воскресение 7-й седмицы, на Пятидесятницу, понедельник после Пятидесятницы и Неделю всех святых.

### Годовой Златоуст
Списки Годового Златоуста наиболее распространены. Известно два основных его вида: Краткий и Пространный.
- Краткий вид содержит слова на Неделю о мытаре и фарисее, Неделю о блудном сыне, субботу и воскресение Мясопустной седмицы, субботу и воскресение Сыропустной седмицы, субботу и воскресение 1-й седмицы поста, на воскресные дни 2-й и 3-й седмиц, на среду и воскресение 4-й седмицы, на субботу и воскресение 6-й, Цветной седмицы, четверг и субботу Страстной седмицы, на Пасхальное воскресение, а затем на воскресные и некоторые будние дни 2—7-й седмиц после Пасхи, на Пятидесятницу, понедельник после Пятидесятницы, Неделю всех святых и на все последующие воскресные дни 36 недель до приготовительных седмиц к Великому посту, причём в воскресенья 7, 8 и 10-й седмиц читается по два слова[8].

- Пространный вид содержит слова не только на воскресные, но и на будние дни недель поста, совпадая в этой части с Постным и Пятидесятным Златоустами. В статьях после Недели всех святых Краткий и Пространный виды идентичны[9]. Ряд слов, читающихся в Пространном виде после Недели всех святых повторяет слова, читающиеся в будние дни недель поста. Так, слова на Мясопустную субботу, на вторник — пятницу 1-й седмицы поста, на субботу 2-й седмицы, на среду и четверг 3-й седмицы повторены соответственно в 14-ю, 5-ю, 6-ю, 8-ю, 3-ю (в составе Слова о богатом и Лазаре), 18-ю, 11-ю, 9-ю и 12-ю воскресенья после Недели всех святых. Поэтому в некоторых списках Распространенного вида на месте этих слов в постные недели помещаются отсылки к тем же словам в дни после Недели всех святых.

В некоторых списках Годового Златоуста имеются слова на 34—44-е воскресенья  после Недели всех святых, что выходит за рамки годичного круга. В одном из списков, включающем много индивидуальных статей, представлены слова на все дни Светлой (Пасхальной) седмицы. В списках Годового Златоуста XVI—XVII веков среди дополнительных, не входящих в традиционный состав сборника статей встречаются слова Кирилла Туровского: Слово в неделю Цветоносную, Слово в Новую неделю, «О Фомине испытании ребр Господень». Ряд других слов Кирилла входит либо в состав Златоуст особого состава, либо в состав сборников, близких по составу к Златоусту.

### Печатные издания
Печатные издания содержат обычно содержат 112 слов Иоанна Златоуста и других отцов церкви.
Златоуст пользовался популярностью у старообрядцев, в конце XVIII — начале XIX века неоднократно издававших Годовой Златоуст.
Первые издания относятся к концу XVIII века: почаевское издание («Книга, глаголемая Златоуст, в нейже всяко ухищрение Божественаго Писания истолковано святым великим Иоанном Златоустом и святыми отцы» (Почаев; Клинцы, после 1796), супрасльское издание 1795 года и ряд виленских, первое — видимо, 1798 года. Текст почаевского издания в основном сходен с традиционным Годовым Златоустом до Недели всех святых, затем состав существенно расходится с рукописным. В словах на воскресенья 26—34-й седмиц после Недели всех святых почаевское издание сходно с виленскими, но отличается от супрасльского. В последующих печатных изданиях, выходивших вплоть до начала XX века включительно, в сравнении с изданием 1795 года были заменены только отдельные слова. К 1910 году в Москве было выпущено 9 единоверческих изданий Златоуста. По мнению А. В. Вознесенского, наибольшее влияние на старообрядческую и единоверческую традиции печатных Златоустов оказало супрасльское издание.

## Златоуст и другие сборники
Ряд статей Златоуста идентичен статьям других сборников: триодного Торжественника, книги «Рай», Соборника, «Златоструя», «Измарагда», «Златой матицы» и «Златой цепи». Отличие Златоуста от «Златоструя» в том, что в Златоусте нравоучительные статьи подобраны и расположены в порядке годичного церковного круга, по неделям. Из Златоуста часто заимствовались статьи в сборники, носившие другое название.

## Происхождение
Учёные считают, что Златоуст в традиционной форме составлен на Руси и включает в себя, в частности, произведения русских авторов с несомненными признаками русской современности и народного быта.
Существуют различные мнения о происхождении прототипа и времени окончательного оформления Златоуста как самостоятельного типа древнерусского сборника.
А. И. Соболевский связывал появление Златоуста и других четьих сборников постоянного состава с заменой в русском богослужении Студийского устава Иерусалимским, начавшейся в конце XIV века.
А. С. Орлов, опираясь на работы А. В. Горского и Е. В. Петухова, предлагал считать литературным ядром, из которого образовался сборник, собрание южнославянских дидактических слов на время с Недели о мытаре и фарисее до 5-й недели поста включительно. Орлов выделил шесть редакций Златоуста, по его мнению отражающих процесс постепенного складывания сборника в течение XIV—XVII веков, расширения его календаря и усложнения жанровой структуры.
По мнению Т. В. Черторицкой, древнерусские Златоусты формировались только в конце XV — начале XVI века на основе триодного четьего сборника за счёт увеличения в его составе числа дидактических сочинений, приуроченных к будним дням триодного круга, постепенного вытеснения ими эпидейктических (торжественных) гомилий, расширения календаря сборника до 36 недели после Недели всех святых (до конца литургического года). Известен примером такого триодного сборника. Черторицкая считает, что в основе общего прототипа Златоуста и триодных Торжественников лежит группа переводных византийских эпидейктических гомилий, дополненная оригинальными славянскими сочинениями — словами Климента Охридского, Серапиона Владимирского и непоименованных славянских авторов. Часть таких предположительно или определённо славянских сочинений, надписываемых именем Иоанна Златоуста входит в число постоянных статей различных редакций Златоуста. В XIV — середине XV века Златоусты типологически ещё не выделились, что подтверждается данными картотеки Н. К. Никольского (хранящейся в БАН), в которой числится семь Златоустов рубежа XV—XVI веков и 131 список XVI—XVII веков.

## Содержание
В сборник включены переводные слова и поучения византийских и болгарских авторов. В рукописных редакциях встречаются поучения и русских пастырей, например, Кирилла Туровского.
Тематика большей части статей Постного и Пятидесятного Златоустов связана с богослужебными евангельскими чтениями от Недели о мытаре и фарисее до Недели всех святых. Сюда входят различные вариации на темы евангельских сюжетов, поясняющие, распространяющие и толкующие их. По жанру это дидактические и эпидейктические слова, посвящённые Пасхе и пасхальному циклу.
Другая группа сочинений в составе Годового Златоуста посвящена теме христианской этики, общественной и личной морали: поучения «как лепо христианину жити», «о почитании книжном», «о смирении», «о зависти», о пьянстве, «о чистоте душевной» (против грабительства, злодеяния, душегубства), «о пользе душевной». Ряд слов направлен против народных верований и обрядов: «о лечащихся от болезней волхвованием», «о христианском житии» — осуждение «глумления», «плясания», «срамословия», «сатанинских песен» и др. Также имеются статьи о поведении в храме во время службы и после неё, статьи «естественнонаучного» содержания — сказания о мироустройстве: «о твари небесной», «сказание о небесных силах и чего ради создан человек на земли», сведения о Вселенских соборах и др. Эти дидактические сочинения встречаются и среди статей на евангельские темы, но в основном они составляют вторую часть Годового Златоуста — от Пятидесятницы до приготовительных недель к Великому посту. Как отмечает А. С. Архангельский, многие из данных текстов являются поздними добавлениями к прототипу и извлечены из «Измарагда».

## Значение
Златоуст предназначался как для чтения при церковном богослужении, так и для домашнего чтения, поэтому в рукописях он часто носит название «Учительного Златоуста».
Первоначально назначение Златоуста определялось требованиями устава, который предписывал для чтения за богослужением специальные статьи собственно нравоучительного характера или связанные с событиями церковного календаря.
Стоглав упоминает Златоуст в числе божественных, святых душеполезных книг, которые следует читать «на поучение, и на просвещение, и на истинное покаяние, и на добрыа дела всем православным християном в душевную ползу».
Из церковной практики Златоуст перешёл в домашний обиход и занял место одной из самых читаемых книг русского общества XVI—XVIII веков.
Популярность Златоуста определялась прежде всего учительным характером сборника. Слова в его составе простые, как правило, лишённые риторической украшенности, небольшие по объёму. Задача нравственного назидания, стремление к доступности подчиняют себе манеру изложения. Переводные и оригинальные слова в составе Златоуста оказывали большое влияние на религиозно-этическое и эстетическое образование читателя. Подчеркнутое разграничение добродетелей и пороков формулирует моральный кодекс благочестивого христианина. «Воинствующий дидактизм» делает Златоуст своеобразным публицистическим памятником русского Средневековья.